# ريزلنغ
ريزلنغ (بالألمانية: Riesling)؛ هو نوع من العنب الأبيض أصله من منطقة الراين الألمانية. ريزلنغ هو أحد أصناف العنب العطرية ذات الرائحة الزهرية، شبه المعطرة، ذات الحموضة العالية. يتم استخدامه لصنع النبيذ الأبيض الجاف وشبه الحلو والحلو والفوار. نبيذ ريزلنغ عادة ما يكون نقيًا . اعتبارًا من عام 2004 ، تم تقدير ريزلنغ على أنه رقم 20 الأكثر نموًا في العالم على 48,700 هكتار (120,000 أكر)، يتم تصنيف نبيذه كثالث أجود أنواع النبيذ الأبيض بعد شاردونيه وساوفيجنون بلانك.
في عام 2015 ، كان ريزلنغ أكثر الأنواع نموًا في ألمانيا بنسبة 23.0٪ و 23,596 هكتار (58,310 أكر)، وفي منطقة الألزاس الفرنسية بنسبة 21.9٪ و 3,350 هكتار (8,300 أكر) . هناك أيضًا مزارع كبيرة من ريزلنغ في النمسا وسلوفينيا وصربيا وجمهورية التشيك وسلوفاكيا ولوكسمبورغ وشمال إيطاليا وأستراليا ونيوزيلندا وكندا وجنوب إفريقيا والصين وأوكرانيا والولايات المتحدة ( واشنطن وكاليفورنيا وميتشيغان ونيو. يورك ).

## التاريخ

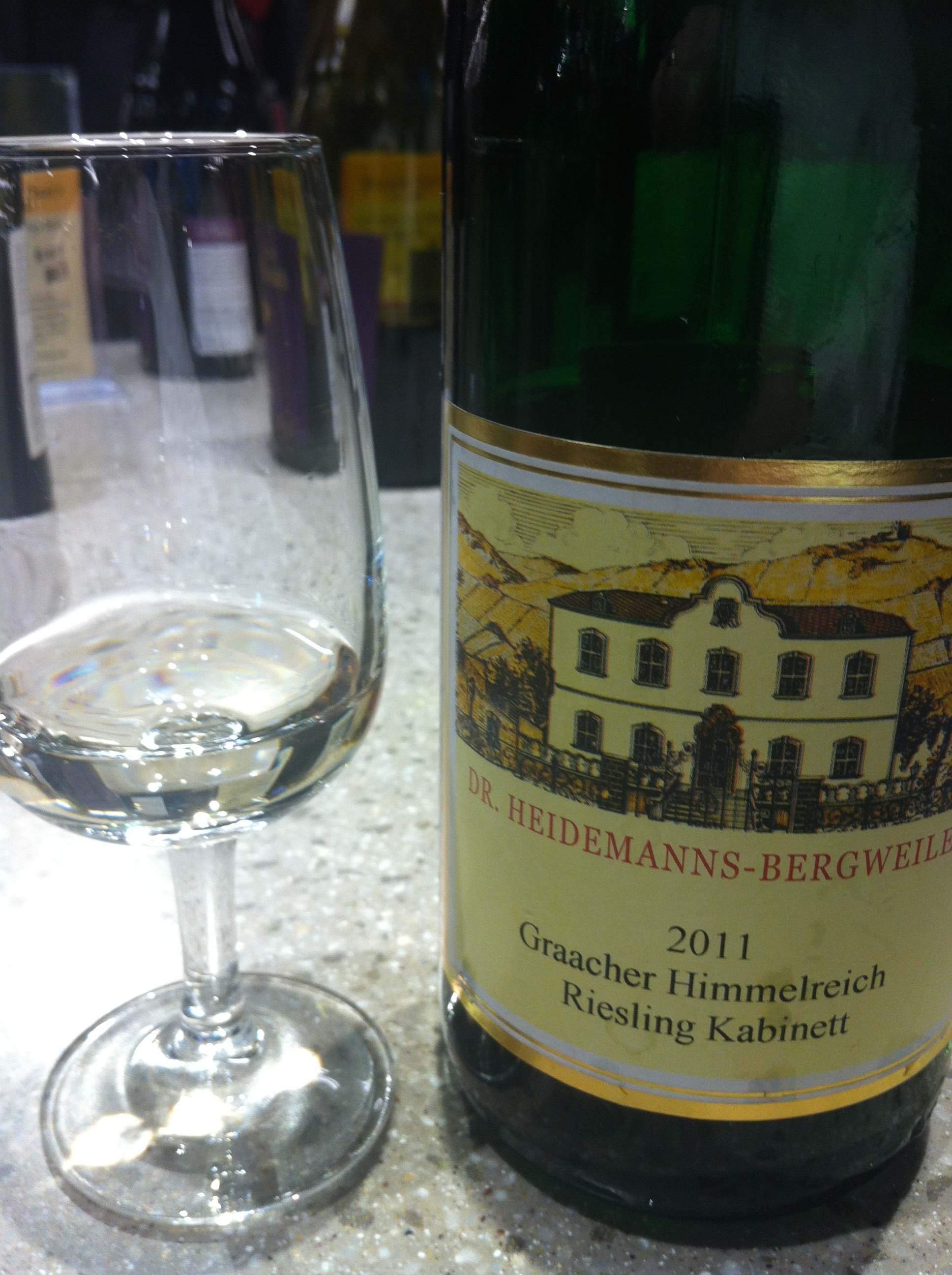
نموذج لنبيذ ريزلنغ من إحدى الحانات الالمانية

كان عنب ريزلنغ على الأرجح معروفًا في القرن الخامس عشر، حيث تشير أقدم المراجع المكتوبة المعروفة لنا حتى الآن، والتي ترجع إلى عام 1402، إلى أنواع منه وجدت في مدينة فورمس الألمانية، كما ورد ذكره في العديد من الوثائق بعد ذلك، مثل وثيقة بتاريخ 13 مارس 1435 تسرد نفقات خزانة الكونت جون الرابع من بلدة كاتزينيلنبوجن في مدينة روسلسهايم وهي إمارة صغيرة تطل على نهر الراين بالقرب من مدينة رايناو الألمانية، ثم أتى ذكر الريزلنغ في عام 1552 في كتاب الأعشاب اللاتينية لعالم النبات والوزير الألماني هيرونيموس بوك.
تحتوي خريطة كينتزهيم في الألزاس من عام 1348 على النص zu dem Russelinge ، ولكن ليس واضحا إن كانت تشيرإلى صنف العنب.<ref name="مولد تلقائيا1"> و في عام 1477 ، تم توثيق ريزلنغ في الألزاس تحت التهجئة ريزلنغ. في واتشاو في النمسا، يوجد جدول صغير ومزرعة كرم صغيرة تسمى ريزلنغ، والتي يُزعم محليًا أنها أعطت ريزلنغ اسمها. لكن لا يوجد دليل موثق يدعم هذا .
في وقت سابق، كان يُعتقد أن ريزلنغ أصله من الكروم البرية في منطقة الراين، لكن بدون أدلة قوية لدعم هذا الادعاء. في الآونة الأخيرة، أشارت بصمة الحمض النووي التي أجراها فرديناند ريجنر إلى أن أحد جذور ريزلنغ هو جويس بلانك، المعروف للألمان باسم فايسر هيونيش ، وهو نوع زرعه الفلاحون الفرنسيون والألمان في العصور الوسطى، رغم أنه نادر اليوم. الجذر الآخر عبارة عن مزيج بين كرمة برية وترامبينر . يُفترض أن ريزلنغ نشأ في مكان ما في وادي نهر الراين، نظرًا لأن كلا من هيونش وترامينر لهما تاريخ موثق في ألمانيا .
كما تم اقتراح، ولكن لم يتم إثبات ذلك، أن النسخة ذات البشرة الحمراء من ريزلنغ هي سلف ريزلنغ «الأبيض» الشائع. الاختلافات الوراثية بين ريزلنغ الأبيض والأحمر ضئيلة، كما هو الحال أيضًا بين بينوت نوار وبينوت جري .

## مناطق الإنتاج
يعتبر ريزلنغ واحدة من أصناف العنب التي تتأثر بالمكان الذي نمت فيه. وهي مناسبة بشكل خاص للتربة الطينية الرملية.

### ألمانيا
الريزلنغ هو صنف العنب الرائد حاليا في ألمانيا، والمعروف بـ «شفافيته» المميزة، وتوازنه بين نكهات الفاكهة والمعدن. في ألمانيا، ينضج ريزلنغ عادة بين أواخر سبتمبر وأواخر نوفمبر، ويمكن حصاده المتأخر في أواخر يناير.
تعتبر مستويات السكر في عنب الريزلنغ وقت حصاده من الاعتبارات الهامة في إنتاج النبيذ في ألمانيا، فهي تحدد مستويات حلاوة النبيذ، كما أن توازن الحامضية بين مذاق حمض الماليك الأخضر وحمض الطرطريك يكون له نفس الدرجة من الأهمية.

### فرنسا

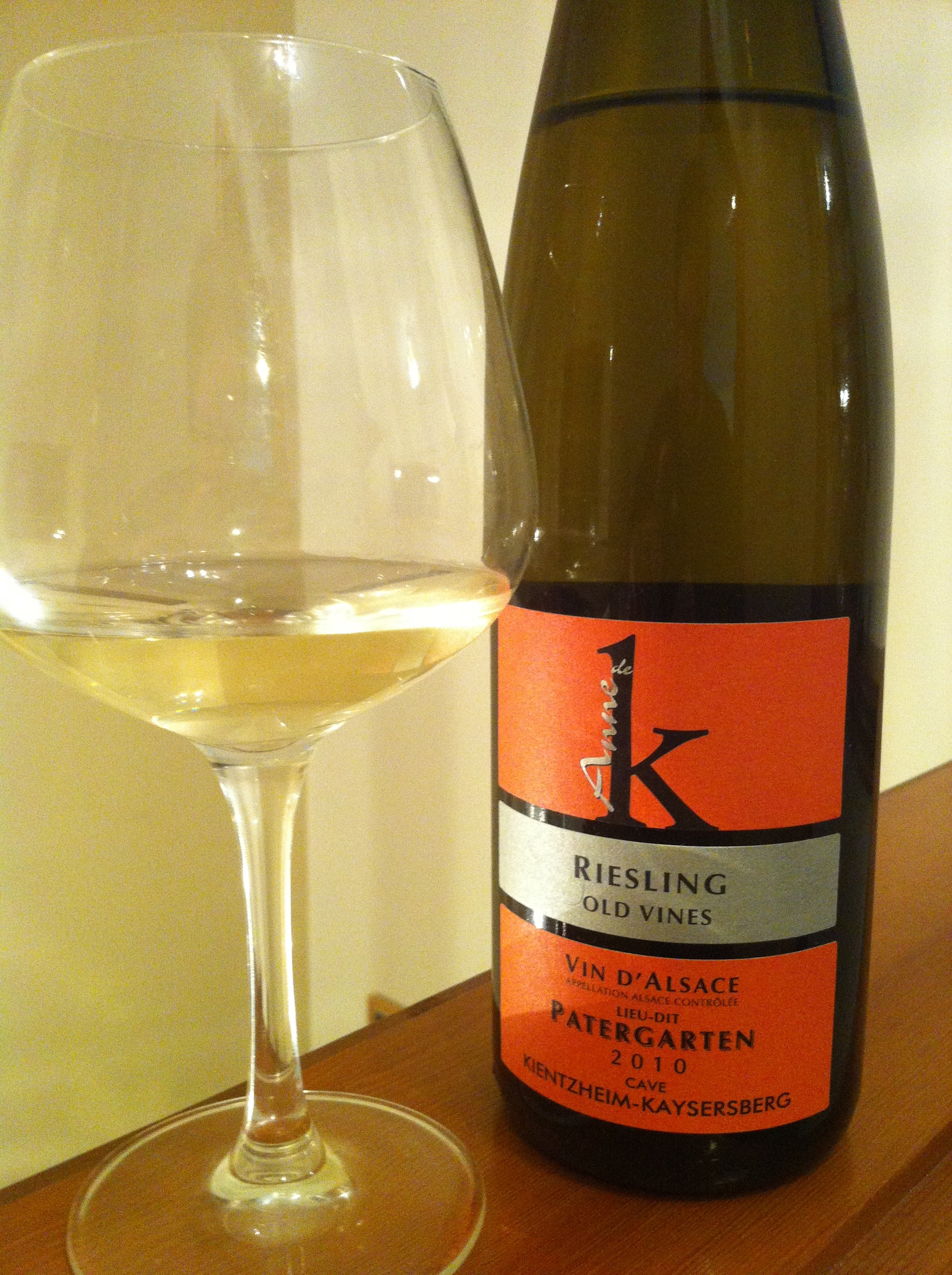
نبيذ ريزلنغ ألزاسي

يزرع كروم ريزلنغ في أكثر من خُمس مزارع في منطقة الألزاس يقع معظمها في منطقة الراين الأعلى، غير أن الريزلنغ الفرنسي يختلف اختلافًا كبيرًا عن الريزلنغ الألماني. قد يرجع هذا الاختلاف إلى تباين خواص التربة بين المنطقتين، حيث تكون تركيبة التربة الطينية الألزاسية أكثر جيرية من تركيبة التربة الأردوازية في منطقة رايناو الألمانية. كما يميل مصنعو النبيذ في فرنسا إلى إنتاج نبيذ يحتوي على نسبة عالية من الكحول (حوالي 12٪) من خلال إضافة السكر، على خلاف ما تسمح به قوانين النبيذ الألمانية. تصل فترات تعتيق نبيذ الريزلنغ الألزاسي إلى 20 عامًا.

### مناطق أخرى
يزرع الريزلنغ أيضًا على نطاق واسع في فرنسا، النمسا ,المجر وإيطاليا، ولا سيما فريولي فينيتسيا جوليا وكرواتيا وجنوب إفريقيا وتشيلي وأوروبا الوسطى، ولا سيما رومانيا ومولدوفا وصربيا وكازاخستان وأوزبكستان.

## التخمير

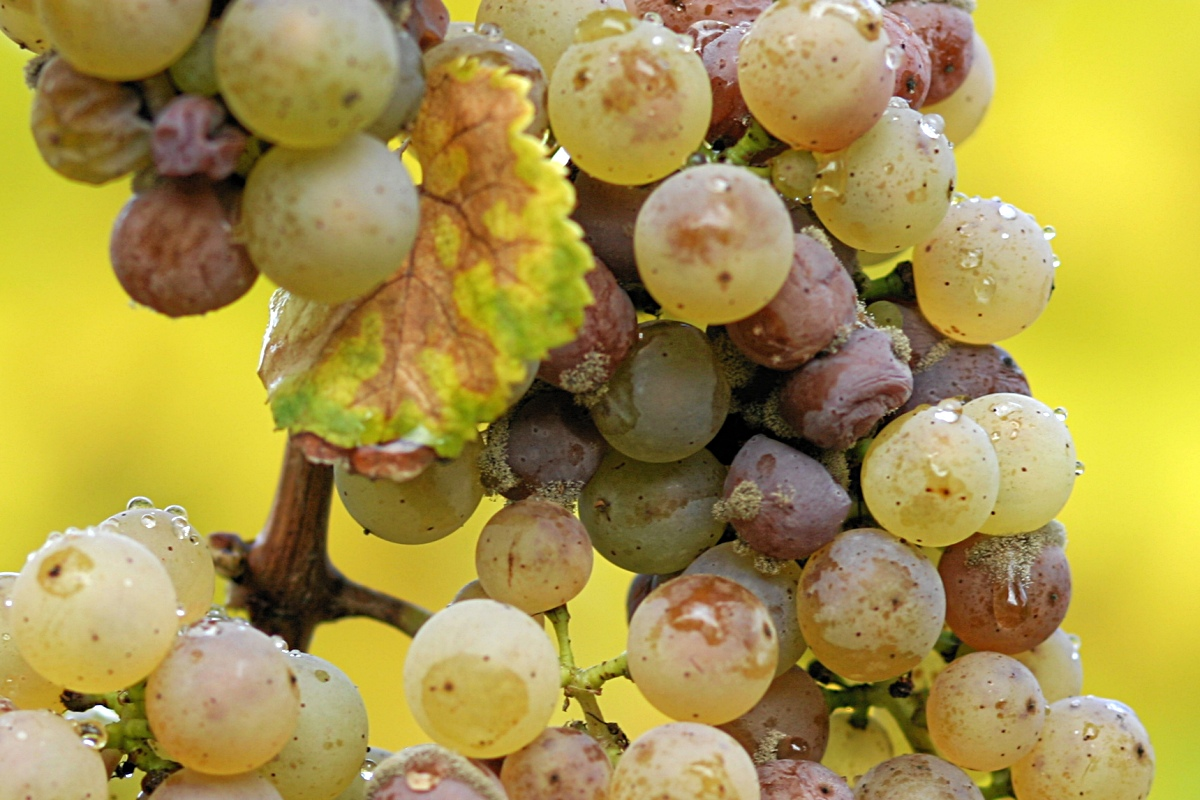
حفنة من عنب ريزلنغ بعد ظهور العفن النبيل. الفرق في اللون بين العنب المتضرر وغير المصاب واضح.

أغلى أنواع النبيذ المصنوع من ريزلنغ هي نبيذ الحلوى الحصاد المتأخر، والذي يتم إنتاجه عن طريق ترك العنب معلقًا على الكروم بعد وقت قطفه المعتاد. من خلال التبخر الناجم عن فطر عفن رمادي أو عن طريق التجميد، كما في حالة النبيذ المثلج.

## التعتيق

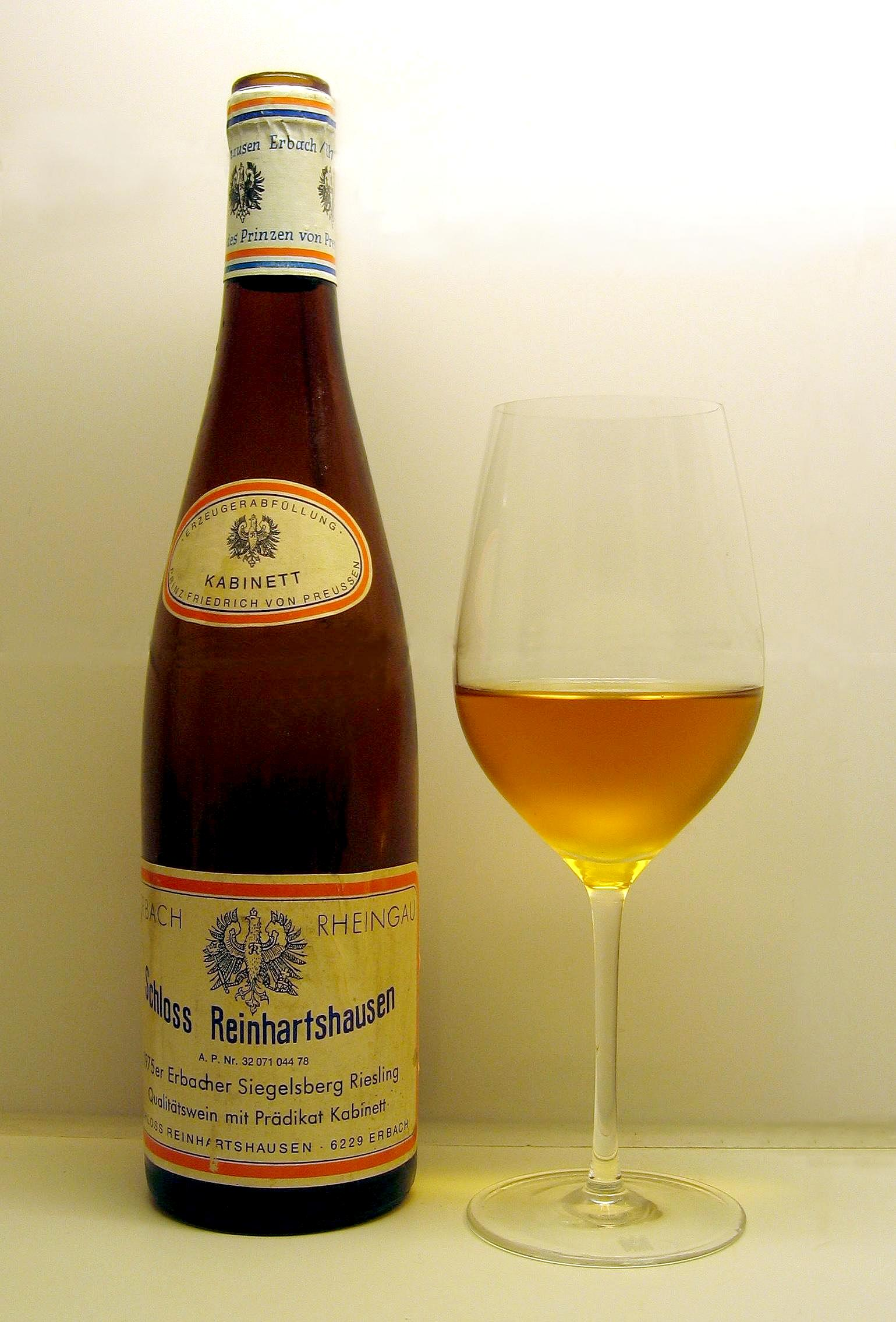
نبيذ ريزلنغ ألماني أبيض معتق لمدة 32 عامًا

يُستهلك نبيذ ريزلنغ عادةً في عمر صغير نسبيًا، إلا أن حامضية الريزلنغ العالية بشكل طبيعي ومجموعة النكهات التي تضاف إلى النبيذ تجعله مناسبًا للتعتيق لسنواتٍ طويلة، فعندما يصنع منه نبيذ فاكهي وعطري قد تضاف إليه نكهات التفاح الأخضر، أو الغريب فروت، أو الخوخ، أو عنب الثعلب، أو العسل، أو زهر الورد، أو العشب الأخضر، وعادة ما يكون طعمه هشًا بسبب ارتفاع حامضيته. تتراوح فترات تعتيق نبيذ ريزلنغ الأكثر شيوعًا بين 5-15 عامًا للنبيذ الجاف، و10-20 عامًا للنبيذ شبه الحلو، و10-30 عامًا أو أكثر للأنواع الحلوة.
يخزن مبنى بلدية بريمن بألمانيا العديد من أنواع النبيذ الألماني، ومن بينها نبيذ ريزلنغ معتق في برميل تعود إلى عام 1653.
يتميز نبيذ الريزلنغ بعدم تعرض مذاقه لنكهة البلوط على الرغم من تخمير بعض الأنواع في براميل من خشب البلوط بعد ترشيحها، ونادرًا ما يتم مزجه مع أصناف أخرى.

## النسخ المقلدة
يوجد عدد كبير من النسخ المقلدة التجارية من ريزلنغ، مع خصائص مختلفة قليلاً. في ألمانيا، يُسمح بحوالي 60 نسخة مستنسخة . حصلت معظم البلدان الأخرى على مستنسخات ريزلنغ الخاصة بها مباشرة من ألمانيا، ولكن يتم نشرها أحيانًا تحت مسميات مختلفة.